# 伯明翰沼澤街站
伯明翰沼澤街站（英語：Birmingham Moor Street railway station）是英國伯明翰三個主要的鐵路車站之一，另外兩個分別是伯明翰新街站及伯明翰雪山站。本站位於伯明翰市中心東側，相距伯明翰新街站約365米。
沼澤街站近年來已重新成為重要的車站，2010年兩個舊終端式月台重開。本站除了有許多來往倫敦馬里波恩站及伯明翰的奇爾特恩鐵路長途列車停靠，同時也是雪山線的重要車站。此站現為伯明翰第二繁忙的鐵路車站。

## 歷史

### 早期歷史（1909 - 87年）

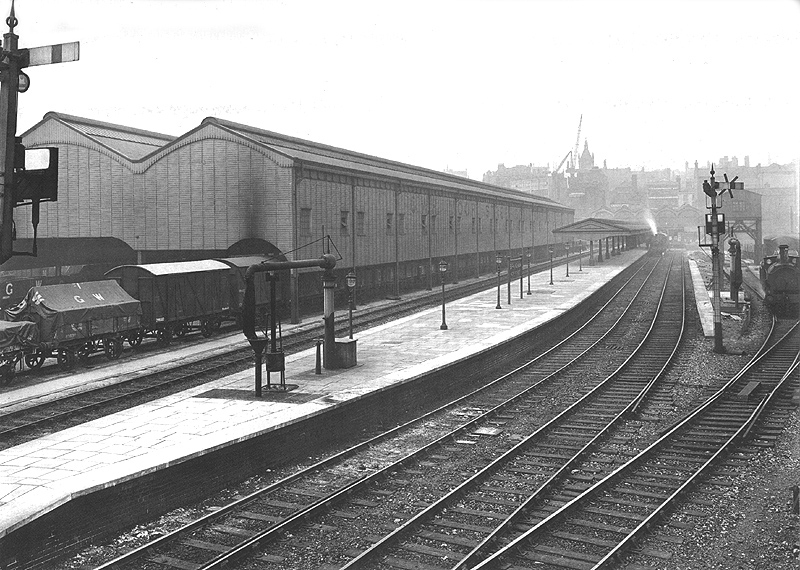
1915年時的伯明翰沼澤街站

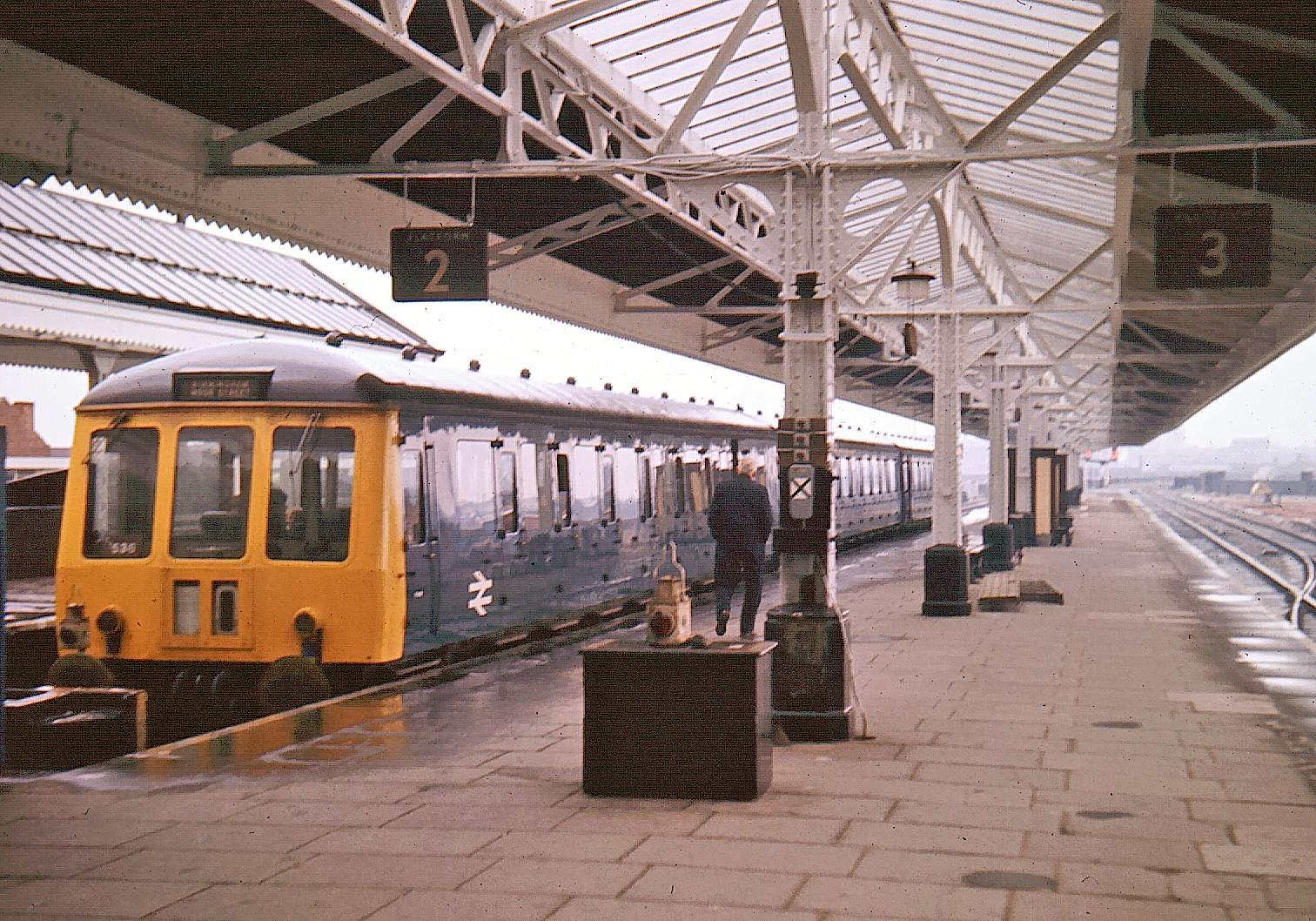
1975年時正在本站的終端式月台停靠的本地列車

在 20 世紀之交，進入伯明翰的郊區鐵路交通迅速增長。當時，為了滿足需求，大西部鐵路大大擴展了其在伯明翰市內的鐵路設施，並全面重建及擴展了其在伯明翰的主要車站雪山站。然而，從南面穿過市中心下方進入雪山、只有雙線的雪山隧道沒有足夠的容量容納所有交通，而擴寬隧道亦被認為是不切實際的。因此，為了解決運力問題，大西部鐵路在隧道南端建設了本站，以接收從南面駛來的終到列車，以緩解交通壓力。
本站開通時主要是短途（本地）列車的終點站，從利明頓溫泉或埃文河畔斯特拉特福（經最近開通的北沃里克郡線）前往伯明翰的本地列車當時均以本站為終點站。本站的臨時站房於 1909 年 7 月啟用，永久站房則於 1914 年竣工。車站位於雪山隧道入口以南、一條連接本站和主線鐵路的短支線（沼澤街支線）盡頭。本站最初有一個 700 英尺（213 米）長的島式月台，兩邊均為月台。 1930 年本站增設了一個長 600 英尺（183 米）的側式月台。然而，本站並沒有在通往雪山的直通軌道旁設置月台。
由於車站建在一個狹窄的場地上，月台的緩衝端配備了兩個電動橫移器作為節省空間的措施，以允許機車在軌道之間橫向移動，而不必通過交叉路口倒車。 1967 年，當本站所有列車服務都改為使用柴聯車時，橫移器停止使用。
初時列車僅在周一至六使用本站。在周日，由於雪山站交通並不繁忙，列車均以該站為起訖站。
1948 年英國鐵路國有化後，本站由英國鐵路西部地區管理，並於 1963 年改由倫敦米德蘭地區管理。
英國鐵路在 1960 年代末期逐漸減少使用伯明翰雪山站，更於1968年3月4日關閉沼澤街支線至伯明翰雪山交界處的一段線路（包括雪山隧道），使本站成為本地火車的孤立終點站。本站曾於1969年計劃關閉，但五個地方當局反對並將此案提交給高等法院，高等法院站在地方當局一邊，阻止本站關閉。 伯明翰雪山站則於1972年3月6日關閉。
1967 年到 70 年代中期是本站使用率最低的時期；只有疏落的本地火車在繁忙時段使用本站，其他時間本地列車均使用新街站。1973年，西米德蘭茲客運執行局 (WMPTE) 與英國鐵路簽署協議，伯明翰的本地鐵路服務改由執行局管理。在執行局支持下，本站的列車班次得到回升。從 1975 年開始，本站和多里奇（Dorridge）、雪莉（Shirley）之間引入了半小時一班的定期服務。

#### 貨運站

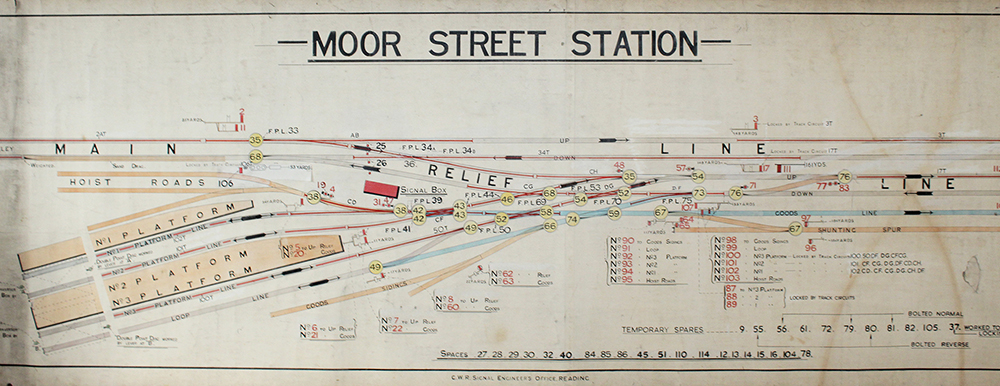
1922年時本站一幅大西部鐵路信號圖，穿過本站下方至雪山隧道（圖左）的鐵路位於圖上方，客運站位於中間，貨運站則位於最下方

本站最初設有一個大型貨運站，毗鄰於 1914 年啟用的客運站站房。大西部鐵路公司購買並拆除了許多建築物，包括舊伯明翰公共辦公室，以便騰出空間興建貨運站。 它是使用越來越罕見的埃納比克（Hennebique）鋼筋混凝土技術建造的。 貨物站處理許多貨物列車，否則這些列車需通過雪山隧道到達霍克利的大西部鐵路貨運場。由於建在陡坡上的狹窄空間內，貨運站分上下兩層，其中下層分為兩個貨棚。站內提供了三個貨車車廂升降機，使車廂得以在上下層之間轉移。下層亦配備了可以在升降機和側線（貨車車廂於該些側線上被裝卸）之間移動貨車車廂的電動橫移器。
貨物站的貨物主要是新鮮水果和蔬菜，它們會在早上到達車站，然後直接運到附近的牛環市場。貨站最終於1972年11月6日關閉，並於三年後拆除了上層的主要貨棚。前貨站的用地現在部分被Selfridges大樓佔用，現在前低層貨棚部分被用作停車場。

### 車站搬遷

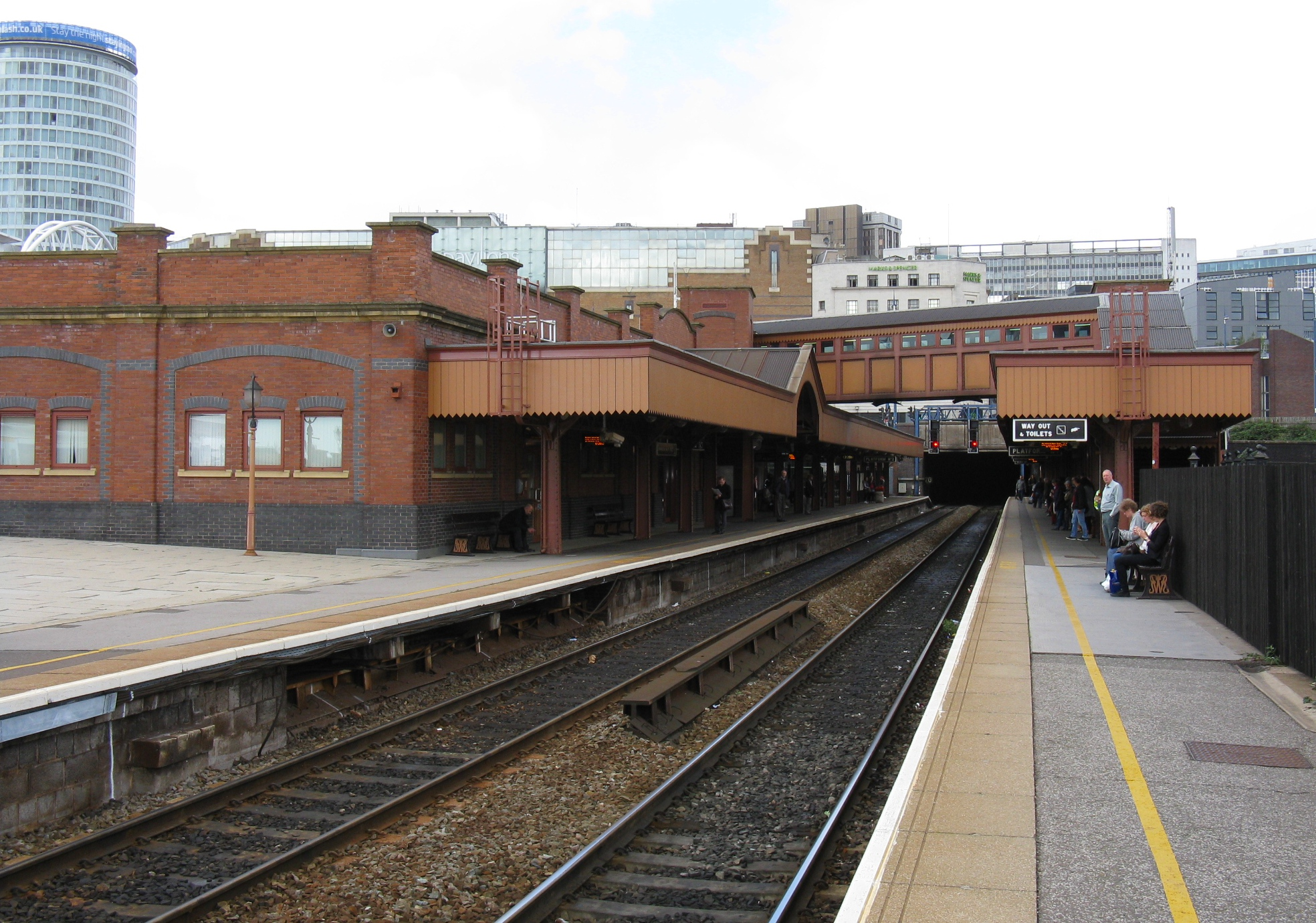
於1987年啟用、屬於新站部分的1、2號月台，2000年代裝修成與舊站部分風格一致

1980 年代中期，雪山站和雪山隧道獲資金挹注而得以重開。作為重開計劃的一部分，本站於通往雪山站的鐵路旁增設了月台，並為新月台增設了新站房。新站完成後，舊站及其終端式月台變得多餘而關閉。 1987 年 9 月 26 日，最後一列使用舊站的火車是由機車從伯明翰鐵路博物館拖運而來的蒸汽專列「克倫城堡」（大西部鐵路4073型）。  舊站停用並與脫離鐵路網絡，新站則於1987年10月5日投入使用。
1990 年代，本站自開業以來首次增設長途列車服務。 1993年，東南網絡開辦來往倫敦馬里波恩到伯明翰雪山（經班伯里和利明頓溫泉）的有限停站列車，並在本站停靠，使本站首次有主線列車服務。  這項服務在英國鐵路私有化後由奇爾特恩鐵路接管。 1995年，雪山以北的「珠寶線」項目竣工，使本站得以增設前往伍斯特（經斯陶爾橋交匯和基德明斯特）的直通服務。

### 舊站修復及新舊站統一

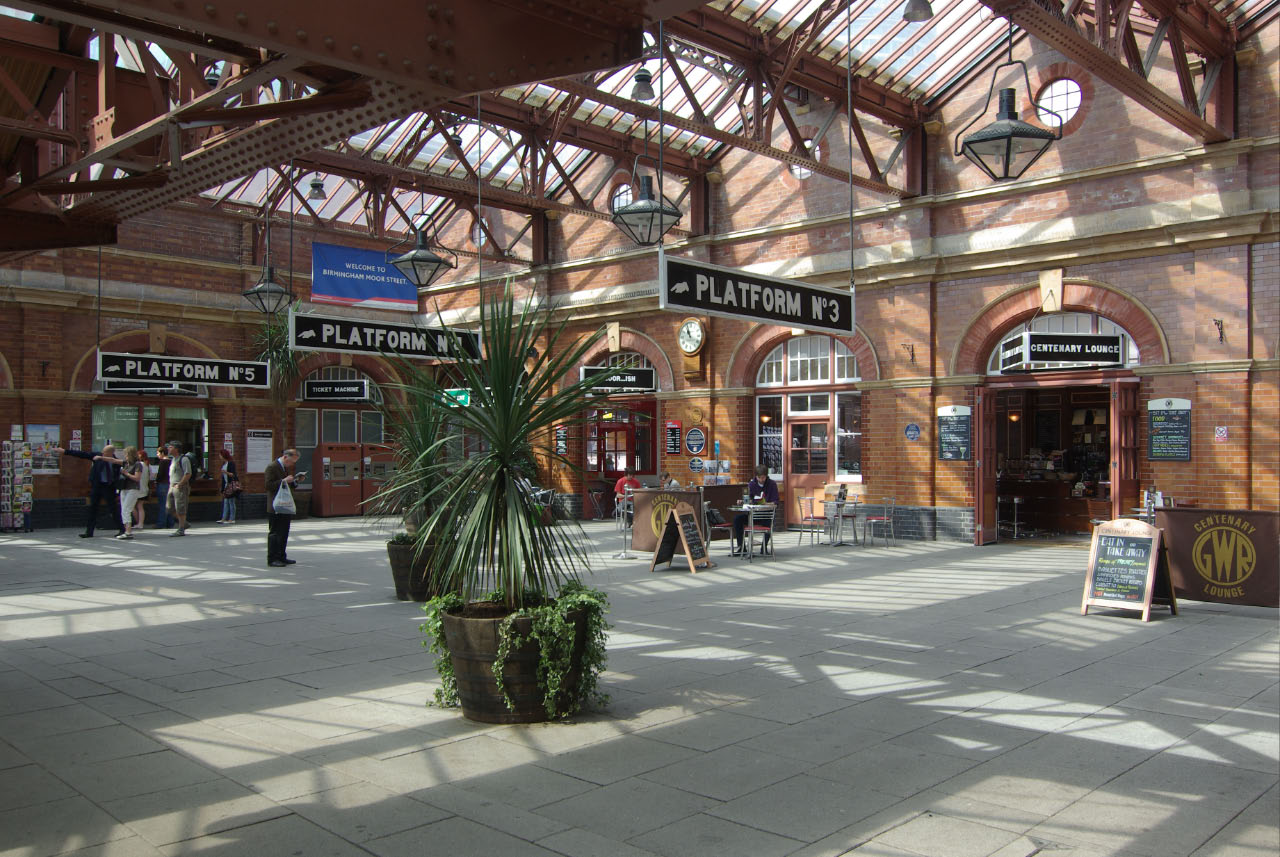
2010年再發展工程後的車站入口

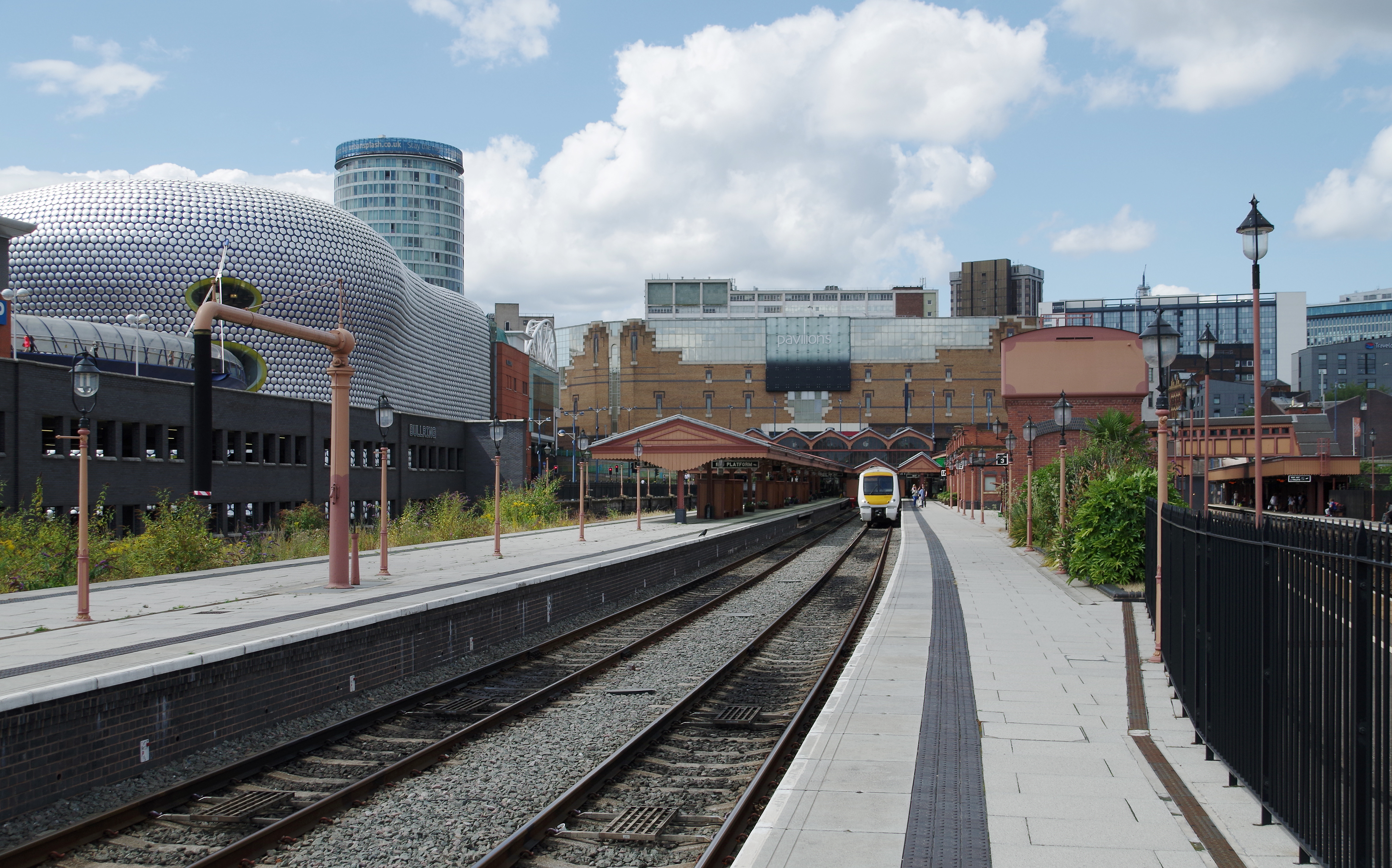
一列奇爾特恩鐵路的英國鐵路168型列車正在剛重開的終端式月台（3號月台）停靠

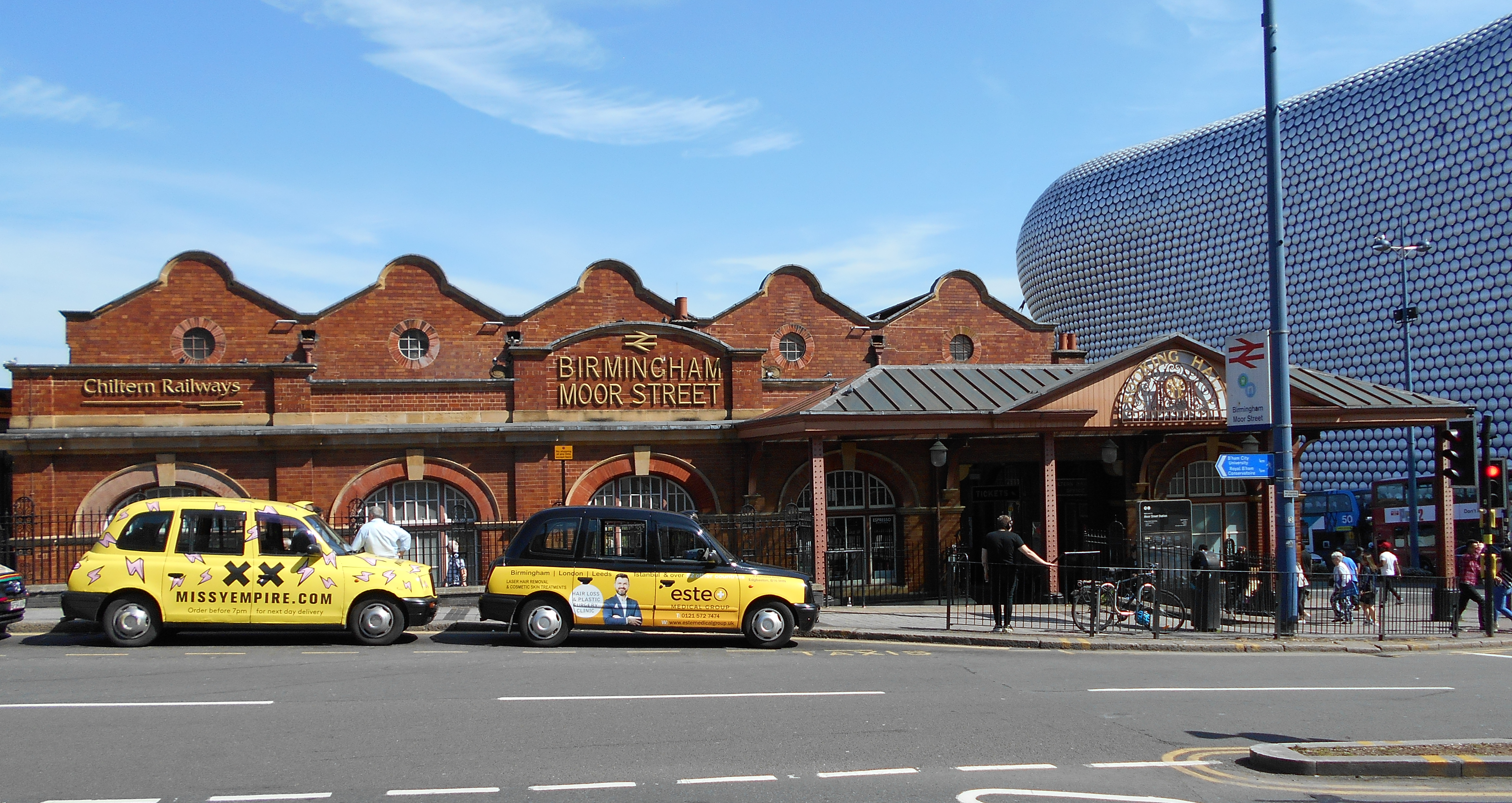
於修復期間增設的鍍金站名標誌

本站舊站沒有被拆除，而是任其荒廢。到 1990 年代後期，舊站的終端式月台已雜草叢生，破敗不堪， 從路邊可以看到牆壁上的裂縫，其中一些是由一輛失控的公共汽車撞擊造成的。 1988 年 3 月，沼澤街站歷史協會成立，以「拯救我們的車站」。來自附近 Yardley 的醫生伯納德·朱比 (Bernard Juby) 博士成為其主席，並立即著手爭取將車站及其倉庫列作登錄建築。大型志願者團隊每週末都會於本站集合、清潔和保護站內各種建築物。站內剩下的文物經過精心翻新和儲存，隨後在車站重新向公眾開放時重新使用。 由於他們的努力，舊車站於 1998 年成為二級登錄建築。 英國遺產檢查員於 1988 年訪問了該地點，並認為本站的車站建築和倉庫應列入名錄。10 年後、在伯明翰市議會（西米德蘭郡議員 Stan Yapp 和 Fred Chapman 的幫助下）接收了一封有 14,500 多個簽名的請願書，內閣大臣才正式簽署將本站的車站建築和倉庫列為二級登錄建築。
2000 年代，雪山線班次的增長再次使雪山隧道的容量緊張，因此奇爾特恩鐵路和伯明翰盟（Birmingham Alliance）決定修復並重開本站舊站，讓部分列車服務改於該處為始發終到。2002-03年間，舊站大樓和月台進行了耗資 1100 萬英鎊的翻新工程，使其恢復到 1930 年代的風格。  但是，由於英國鐵路網公司耽誤了必要的信號傳輸工作，導致舊站月台比預期遲了很久才能重新連接鐵路網絡和開通服務。三個終端式月台中的兩個，編號為 3 和 4，於 2010 年 12 月 11 日重新開放使用。第三個終端式月台 （5號月台）則仍未啟用。
修復工程亦將舊站與新站合二為一。新站的主要入口被拆除， 並使用舊車站的售票大廳創建了通往新站月台的新乘客通道。新月台上的人行天橋和簷篷也進行了重建，以配合舊站的風格。 
全站以 1930 年代的風格進行了翻新，擁有復古燈、時鐘、座位和標牌。翻新工程獲得了 2004 年的鐵路遺產信託獎和 2005 年伯明翰市民協會的文藝復興獎。 本站經過整修後，亦曾於未被重用的5號月台擺放外觀得到修復的大西部鐵路2884型列車（2-8-0，編號為2885），是英國第二個擺放該列車的車站。該列車於2013年6月4日被移離本站。 2011-12年期間的進一步翻新包括在車站大樓的正面和側面安裝受大西部鐵路公司啟發的鍍金標牌。
自 2010 年 12 月時刻表變更以來，本站三個朝南的終端式月台中的兩個已連接到網絡並投入使用，使奇爾特恩鐵路公司一些往返倫敦馬里波恩的列車服務能夠以本站而非雪山站作起訖站。 前往利明頓溫泉的本地列車服務也改在本站的終端式月台始發終到。該公司亦對倫敦馬里波恩到伯明翰的鐵路進行大規模重建及改進，以提高速度。
2011 年 9 月 5 日，奇爾特恩鐵路公司推出了本站和倫敦馬里波恩之間的快速列車服務，進一步與維珍鐵路的西海岸主線列車服務（從伯明翰新街出發）展開競爭。
興建中的2號高速鐵路首階段北端總站伯明翰寇松街站將會座落於本站北側，並與本站以行人道相連。

## 列車服務
目前西米德蘭茲鐵路公司於本站提供服雪山線上的本地服務，而奇爾特恩鐵路公司則主要通過奇爾特恩主線提供前往倫敦馬里波恩的長途列車服務：

### 奇爾特恩鐵路
部分列車會先停靠本站，之後於伯明翰雪山站終到。另一部分列車則會於本站終到，並駛入本站的終端式月台。在繁忙時間，亦有部分列車經伯明翰至基德明斯特。奇爾特恩鐵路的列車班次為：
| 路線                         | 各方向班次   | 中途停靠站 |
| 奇爾特恩主線                 | 奇爾特恩主線 | 奇爾特恩主線 |
| ---------------------------- | ------------ | --- |
| 倫敦馬里波恩 至 伯明翰沼澤街 | 每小時1班    | 海威科姆、班伯里、利明頓溫泉、和域泊車道、索利赫爾 |
| 倫敦馬里波恩 至 伯明翰雪山   | 每小時1班    | 比更士菲 (非所有班次停靠)、海威科姆 (非所有班次停靠)、里斯伯勒王子城 (非所有班次停靠)、哈登納姆及泰晤泊車道 (非所有班次停靠)、比斯特北、皇家瑟頓 (非所有班次停靠)、班伯里、利明頓溫泉、和域、和域泊車道、多里奇（Dorridge）、索利赫爾、伯明翰沼澤街 |
| 利明頓 - 斯特拉特福及伯明翰  |              | |
| 利明頓溫泉 至 伯明翰沼澤街   | 每2小時1班   | 和域、赫頓（Hatton）、拉普沃思（Lapworth）、多里奇、索利赫爾 |

### 西米德蘭茲鐵路
各方向每小時有4班西米德蘭茲鐵路列車於本站停靠，其中東行列車班次（每小時）為：
- 2班 往惠特洛克斯端（Whitlocks End）（其中一班續駛至埃文河畔斯特拉特福）
- 2班 往多里奇（Dorridge）（其中一班續駛至埃文河畔斯特拉特福）

在繁忙時間，部分往多里奇的東行列車會續駛至皇家利明頓溫泉。
西行列車班次（每小時）為：
- 4班 往基德明斯特（其中2班續駛至伍斯特前門街）

## 與新街站的連繫

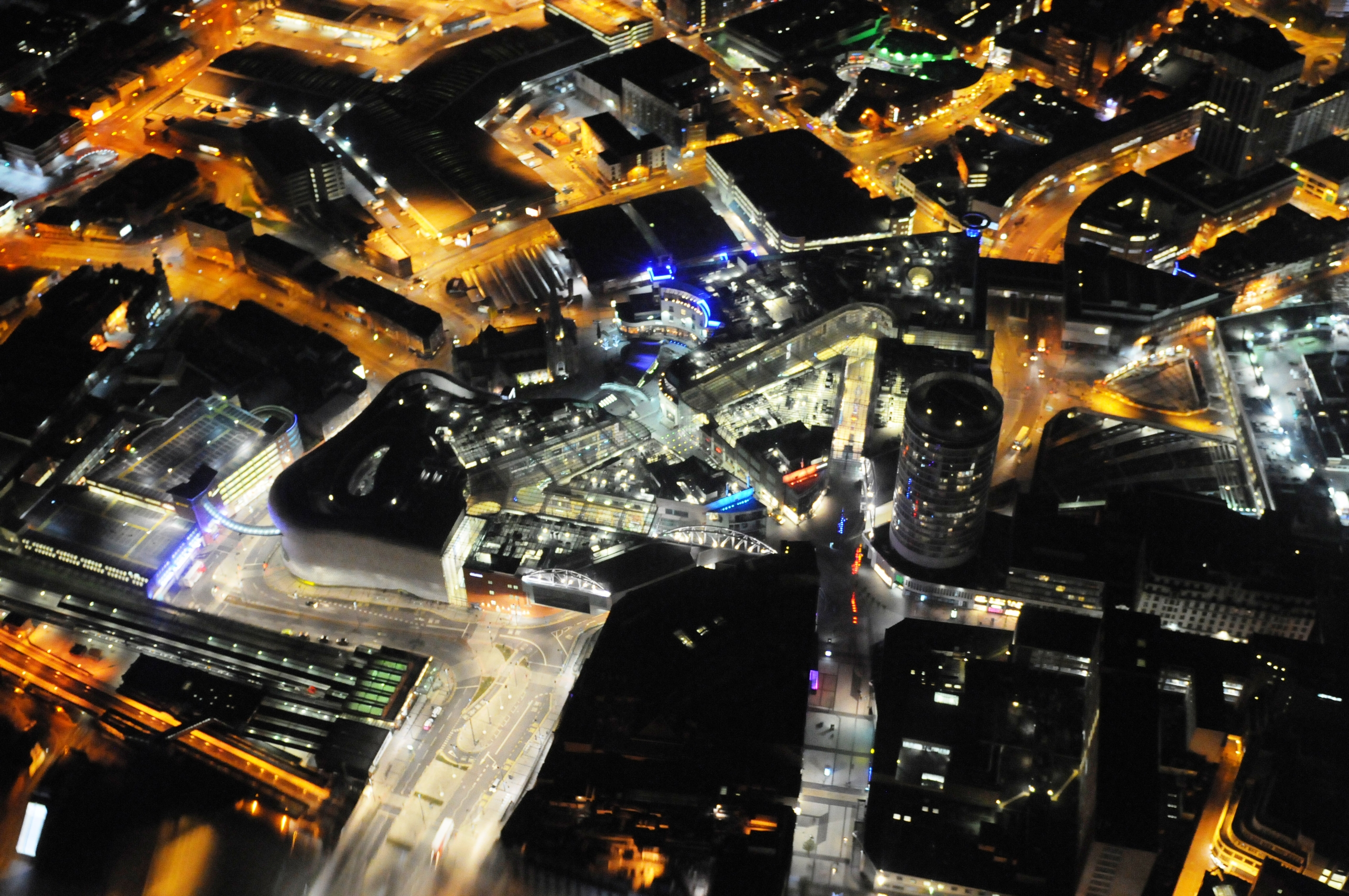
本站及伯明翰新街站夜間航拍圖，可見本站（左下角）及伯明翰新街站（右中）被牛環購物中心隔開

本站相距伯明翰新街站約365米。 本站與該站之間的行人道上均設有指示牌辨別車站方向，其中一小段行人道會穿過牛環購物中心下方的一條隧道。儘管進入伯明翰新街站的鐵路直接穿過本站下方，但該鐵路並無於本站下方設置月台。此外，進入本站的鐵路亦沒有聯絡線直接連接伯明翰新街站，因此本站沒有列車服務前往該站。
2013年，兩站間開通了一條直接的行人通道，縮短了兩站間的步行距離。

## 未來發展

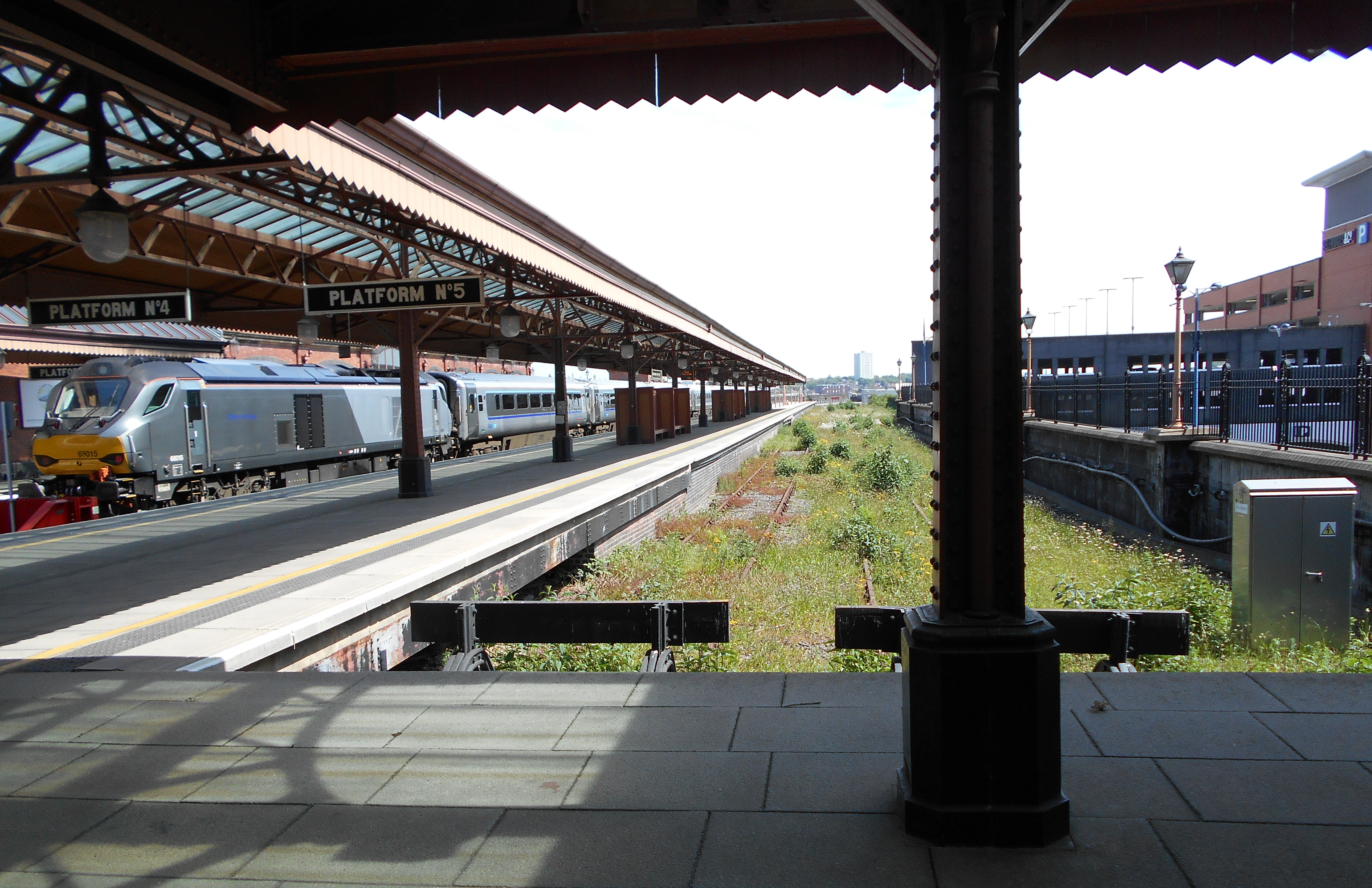
本站5號月台為終端式月台，現時並沒有列車使用。若營山線（Camp Hill Line）及其聯絡線得以重新投入客運服務，5號月台將會重開，隔壁亦會興建一座新月台（6號月台）

2019年3月，西米德蘭茲首長透露本站的再發展計劃，包括興建兩座新月台（5、6號月台）及一座連接本站所有月台和寇松街站（未來2號高速鐵路首階段北端總站）的行人天橋。新的5、6號月台將會服務由東米德蘭、西南英格蘭、伍斯特和赫里福德前往本站的列車。
2019年6月29日，英國運輸部接獲「米德蘭鐵路總匯」投資計劃的撥款申請。該計劃總造價達20億英鎊。 其中關於本站的部分包括：
- 為本站增添兩座新月台（5、6號月台）
- 每小時增加2班來往萊斯特及德比的列車
- 每小時增加2班前往皇家諾頓（Kings Norton）的通勤列車（經營山線）
- 每小時增加1班前往諾丁漢的列車
- 每小時增加1班前往赫里福德的列車（經伍斯特）
- 每小時增加1班前往卡地夫中央的列車
- 每小時增加1班前往布里斯托聖殿草地的列車

## 接駁交通
伯明翰多條巴士路線均於本站旁的沼澤街設站。西米德蘭地鐵公司街（Corporation Street）站位於本站以西。伯明翰長途客運站則位於本站東南側的迪格貝斯（Digbeth）。